# Конрад Баєр
Конрад Ба́єр (нім. Conrad Bayer; 10 листопада 1828, Оломоуц — 21 вересня 1897, Відень) — австрійський шаховий композитор і теоретик шахової композиції. Один із засновників старонімецької школи, преможець першого в історії міжнародного конкурсу з шахової композиції (Лондон, 1856). Вважають, що саме він увів в обіг назву «безсмертна партія» для партії між Андерсеном і Кізерицьким. Автор так званої «безсмертної задачі» та теми обструкції в шаховій композиції.

## Творчість
У конкурсах часто виступав під псевдонімом Дракон Рабей. Укладав переважно 4- і 5-ходові задачі на тему втягнення. У 1856—1879 роках незмінно був серед переможців міжнародних конкурсів, але збірник задач Баєра не було видано, тому його роботи розкидані по різних періодичних виданнях XIX сторіччя. Автор теми обструкції (1867). Його відома 9-ходівка отримала I приз на конкурсі лондонської газети «The Era» в 1856 році та була названа «безсмертною задачею».

## Задачі
Початкова позиція: 3Q4/5q1k/4ppp1/2Kp1N1B/RR6/3P1r2/4nP1b/3b4 w - - 0 1

«Leipziger Illustrirte Zeitung», 16.08.1851

(«Безсмертна задача»)
[Event "Import"]
[Site "https://lichess.org/3P8exu3W"]
[Date "2020.08.10"]
[White "?"]
[Black "?"]
[Result "1-0"]
[UTCDate "2020.08.10"]
[UTCTime "05:50:04"]
[WhiteElo "?"]
[BlackElo "?"]
[Variant "From Position"]
[TimeControl "-"]
[ECO "?"]
[Opening "?"]
[Termination "Normal"]
[FEN "3Q4/5q1k/4ppp1/2Kp1N1B/RR6/3P1r2/4nP1b/3b4 w - - 0 1"]
[SetUp "1"]
{ Мат у 9 ходів } 1. Rb7! Qxb7 2. Bxg6+ Kxg6 3. Qg8+ Kxf5 4. Qg4+ Ke5 5. Qh5+ Rf5 6. f4+ Bxf4 7. Qxe2+ Bxe2 8. Re4+ dxe4 9. d4#! {Після пожертви послідовно 6-ти фігур, білі ставлять мат останнім пішаком, що залишився} 1-0